# T字路s
T字路s（てぃーじろす）は、日本のバンド。2010年5月に結成。伊東妙子、篠田智仁によるブルースデュオ。

## 概要
2010年の結成時から創作活動を続け、2011年のフジロックフェスティバルでは苗場食堂でサプライズライブを披露した。2015年には細野晴臣「恋は桃色」や中島みゆき「ホームにて」、THE BLUE HEARTS「夕暮れ」、エディット・ピアフ「愛の讃歌」など古今東西の名曲をカバーしたアルバム「Tの讃歌」をリリース。
2016年には渋川清彦主演の映画『下衆の愛』の主題歌として「はきだめの愛」を書き下ろし提供している。また、同年からNHK Eテレ『シャキーン!』の番組内コーナーにて不定期に放送されている「Y字郎」の音楽を担当した。
2021年にWOWOW連続ドラマW『トッカイ〜不良債権特別回収部〜』の主題歌として「夜明けの唄」を提供した。
なお、公式ブログのプロフィールによると、“二人が織りなす音楽はブルースやフォーク、ロックンロールを飲み込みつつ、ジャンルの壁を超えるもの”であるといい、代表曲とされる「泪橋」や「これさえあれば」などの“人生における激情や悲喜交交を人間臭く表現した楽曲”がファンの支持を得ているという。
2022年6月17日公開の映画『メタモルフォーゼの縁側』の劇伴音楽を担当。また、「これさえあれば」が主題歌に決定、芦田愛菜と宮本信子が劇中の役名を用い「うららと雪」名義でカバーした。なお、映画本編には伊東が芦田愛菜が演じる女子高生の母親役で出演している。

## メンバー
伊東妙子（いとう たえこ）
担当：ボーカル、ギター - 神奈川県横須賀市出身
篠田智仁（しのだ ともひと）
担当：ベース - COOL WISE MAN（1993年結成）

## ディスコグラフィ

### アルバム
インディーズ

### アナログシングル
| 発売日        | タイトル              | 規格品番   |
| ------------- | --------------------- | ---------- |
| 2016年12月7日 | はきだめの愛/あの野郎 | TWR-001    |
| 2020年1月22日 | PIT VIPER BLUES EP    | PEKF-91027 |
| 2020年8月8日  | 襟裳岬/愛の讃歌       | DIGM-002   |

### ソノシート
| 発売日        | タイトル                        | 規格品番  |
| ------------- | ------------------------------- | --------- |
| 2023年11月4日 | T字路sの世界 (完全生産限定商品) | LBBK-0001 |

### 配信限定シングル
| 発売日         | タイトル                             | レーベル        |
| -------------- | ------------------------------------ | --------------- |
| 2018年10月17日 | 買い物ブギ 〜西武・そごう 2018ver.〜 | felicity / SSNW |
| 2019年1月23日  | 暮らしのなかで                       | felicity / SSNW |
| 2022年2月2日   | 雨zing Blues                         | Left Brain      |
| 2023年1月11日  | 夜も朝も午後も                       | Left Brain      |
| 2023年4月26日  | 遠い世界                             | Left Brain      |
| 2023年10月25日 | 泪橋                                 | Left Brain      |

### 参加作品
| 発売日        | タイトル                                   | 収録曲           | 備考                           |
| ------------- | ------------------------------------------ | ---------------- | ------------------------------ |
| 2023年3月22日 | 『On The Street Again -Tribute & Origin-』 | かえりみちのBlue | THE STREET SLIDERSトリビュート |

## ライブ
- ぶどう園音楽会 - 2016年8月20日 / 藤森農園
- ムジカジャポニカ10周年後の祭『ムジカで泪橋。T字路sワンマンショウ』 - 2016年9月3日 / ムジカジャポニカ
- 金虎音楽祭 - 2016年9月4日 / 金虎酒造
- T字路s ワンマンライブ in 仙台 - 2016年9月19日 / 仙台Forsta
- 岩手県山田町【竹松夜 TAKEMATSU-NITE】 - 2016年9月17日 / 竹松や 山田町境田町3番山田町仮設店舗J棟
- 岩手県盛岡市【Goodies】 - 2016年9月18日 / クレイツ 岩手県盛岡市菜園2-5-13
- 横浜【下衆の愛 上映後ミニライブ】 - 2016年9月24日 / 横浜 シネマ・ジャック＆ベティ ー
- 西大井【美華飯店 50周年記念イベント営業”歌謡飯店”】 - 2016年9月25日 / 西大井 美華飯店
- 下北沢【下衆の愛 上映後ミニライブ】 - 2016年9月30日 / 下北沢 トリウッドのお隣、GOOD HEAVENSにて
- 名古屋【ROLLING PARTY 4th anniversary】 - 2016年10月1日 / 伏見 JAMMIN
- 豊田【TOYOTA ROCK FESTIVAL 2016】 - 2016年10月9日 / 豊田スタジアム外周
- T字路s 秋ツアー“まむしの二人旅”名古屋編 - 2016年10月26日 / K.Dハポン
- T字路s 秋ツアー“まむしの二人旅”大阪編 - 2016年10月27日 / martha
- T字路s 秋ツアー“まむしの二人旅”京都編 - 2016年10月29日 / UrBANGUILD
- T字路s 秋ツアー“まむしの二人旅”広島編 - 2016年10月30日 / ヲルガン座
- 南富良野【みなみふらの復興まつり〜がんばろう南富良野〜】 - 2016年11月3日 / 南富良野町民体育館
- 旭川【T字路s”Smoke＆Cloud“台風災害支援緊急ツアー】 - 2016年11月4日 / 旭川 モスキート
- 札幌【T字路s”Smoke＆Cloud”台風災害支援緊急ツアー】 - 2016年11月6日 / 札幌 カウンターアクション
- 神戸【第5回ああ素晴らしき音楽祭 -What A Wonderful Music Festival vol.5-】 - 2016年12月28日 / 神戸チキンジョージ
- 大阪 阿波座【マーサの忘年会だよ、全員集合！！】 - 2016年12月29日 / 大阪・阿波座 ダイニングカフェ martha＜マーサ＞
- 大阪 梅田【ムジカの年末2016。ふちふなとT字路s】 - 2016年12月30日 / 大阪 梅田 ムジカジャポニカ
- 横浜【microAction GIG 番外編/Club Lizard Yokohama 15th Anniversary 〜Last year〜】 - 2017年1月27日 / Club Lizard Yokohama
- 札幌【JUKE JOINT 10th ANNIVERSARY SPECIAL LIVE SHOW】 - 2017年2月4日 / BESSIE HALL
- 長野【-T字路sとアルコドの旅〜信濃路をゆく-】 - 2017年2月10日 / 長野 LIVE HOUSE J Pre.
- 白馬【-T字路sとアルコドの旅〜信濃路をゆく-】 - 2017年2月11日 / 白馬 tracks bar
- 伊那【-T字路sとアルコドの旅〜信濃路をゆく-】 - 2017年2月12日 / 伊那 Momentom
- 牛久【USHIKU PIZZA FESTA】 - 2017年2月19日 / 牛久運動公園野球場
- いわき【Real Goody Circus vol.2】 - 2017年2月25日 / いわき Music Bar burrows
- 渋谷【La Verdad since 1999 18th anniversary!!!】 - 2017年3月4日 / 渋谷Organ bar
- 代官山【唄うたいとギター弾き2017特別篇〜あんたとあたしのブギウギ〜】 - 2017年3月10日 / 晴れたら空に豆まいて
- 金沢【ニューアルバム「T字路s」リリースツアー】 - 2017年3月19日 / もっきりや
- 富山【ニューアルバム「T字路s」リリースツアー】 - 2017年3月20日 / HOTORI
- 名古屋【ニューアルバム「T字路s」リリースツアー】 - 2017年3月23日 / TOKUZO
- 大阪【ニューアルバム「T字路s」リリースツアー】 - 2017年3月24日 / シャングリラ
- 渋谷【St.Patrick’s Day THE WILD ROVER 2017】 - 2017年3月26日 / clubasia
- 岡山【ニューアルバム「T字路s」リリースツアー】 - 2017年4月8日 / MOG:LA
- 広島【ニューアルバム「T字路s」リリースツアー】 - 2017年4月9日 / ヲルガン座
- 小倉【ニューアルバム「T字路s」リリースツアー】 - 2017年4月21日 / 小倉Cheerz
- 別府【ニューアルバム「T字路s」リリースツアー】 - 2017年4月22日 / 別府 音温 NEON
- 宮崎【ニューアルバム「T字路s」リリースツアー】 - 2017年4月23日 / 宮崎 LIVE HOUSE ぱーく.
- 【ARABAKI ROCK FEST.17】 - 2017年4月29日 / みちのく公園北地区 エコキャンプみちのく
- 渋谷【ニューアルバム「T字路s」リリースワンマン】 - 2017年5月11日 / クラブクアトロ
- 足利【ばんな寺MUSIC FESTIVAL足利】 - 2017年5月13日 / 鑁阿寺野外ステージ
- 盛岡【ニューアルバム「T字路s」リリースツアー 】 - 2017年6月3日 / the five morioka
- 仙台【ニューアルバム「T字路s」リリースツアー 】 - 2017年6月4日 / LIVE HOUSE enn3rd
- 代官山【Grand Gallery Store 11th Anniversary HOME PARTY 〜音と食の夕べ〜】 - 2017年7月4日 / UNIT, SALOON, UNICE（※3会場同時開催、T字路s出演会場がブログ情報から特定できず）
- 【FUJI ROCK FESTIVAL’17】 - 2017年7月29日 / CRYSTAL PALACE TENT、2017年7月30日 /  FIELD OF HEAVEN
- 富士・本栖湖【湖畔の映画祭】 - 2017年8月5日 / 本栖湖キャンプ場
- 猪苗代湖畔 天神浜【オハラ☆ブレイク’17夏】 - 2017年8月6日 / 猪苗代湖畔 天神浜 オートキャンプ場
- 北海道【RISING SUN ROCK FESTIVAL 2017 in EZO】 - 2017年8月12日 / 石狩湾新港樽川ふ頭横野外特設ステージ
- 長沼【T字路s 北海道ツアー2017】 - 2017年8月14日 / bar4:20
- 札幌【T字路s 北海道ツアー2017】 - 2017年8月16日 / KLUB COUNTER ACTION
- 旭川【T字路s 北海道ツアー2017】 - 2017年8月18日 / MOSQUITO
- 北見【T字路s 北海道ツアー2017】 - 2017年8月19日 / UNDERSTAND
- 苫小牧【T字路s 北海道ツアー2017】 - 2017年8月20日 / Bar Old
- 山形県蔵王【最終回 蔵王龍岩祭】 - 2017年8月26日 / 蔵王温泉スキー場 上ノ台エリア特設会場
- 横浜赤レンガ倉庫【Fヨコ大感謝祭！横浜グルメンタ2017】 - 2017年9月9日 / 横浜赤レンガ倉庫 イベント広場
- 大阪・万博記念公園【GO OUT MUSIC CAMP】 - 2017年9月10日 / 大阪・万博記念公園
- 新潟【T字路s まむしの二人旅 〜新潟編〜】 - 2017年9月16日 / 木揚場教会(きあげばきょうかい)
- 福島県南会津町【大宴会in南会津2017〜山と暮らしの音楽祭〜】 - 2017年9月17日 / 福島県南会津町「会津山村道場うさぎの森オートキャンプ場」
- 大阪【PIT VIPER BLUES T字路s 秋の2マンツアー】 - 2017年9月27日 / 梅田CLUB QUATTRO
- 名古屋【PIT VIPER BLUES T字路s 秋の2マンツアー】 - 2017年9月29日 / 名古屋CLUB QUATTRO
- 渋谷【PIT VIPER BLUES T字路s 秋の2マンツアー】 - 2017年9月30日 / 渋谷CLUB QUATTRO
- 飯山【T字路sまむしの二人旅〜奥信濃路 いいやま編〜】 - 2017年10月21日 / 飯山市文化交流館なちゅら（小ホール）
- 【FUJI ROCK FESTIVAL’22】 - 2022年7月30日 /  FIELD OF HEAVEN

## メディア出演

### 映画
- メタモルフォーゼの縁側（2022年6月17日、日活） - 佐山美香 役（伊東）[8]

### テレビ
- オールナイトフジコ（2023年6月24日、フジテレビ） - オールナイト生LIVE

### CM
- 関家具 Furniture Blues「カフェ篇」「歌と家具篇」（2022年12月1日 - 、関家具）[9]